# Edward Gourdin
Pour les articles homonymes, voir Gourdin (homonymie).

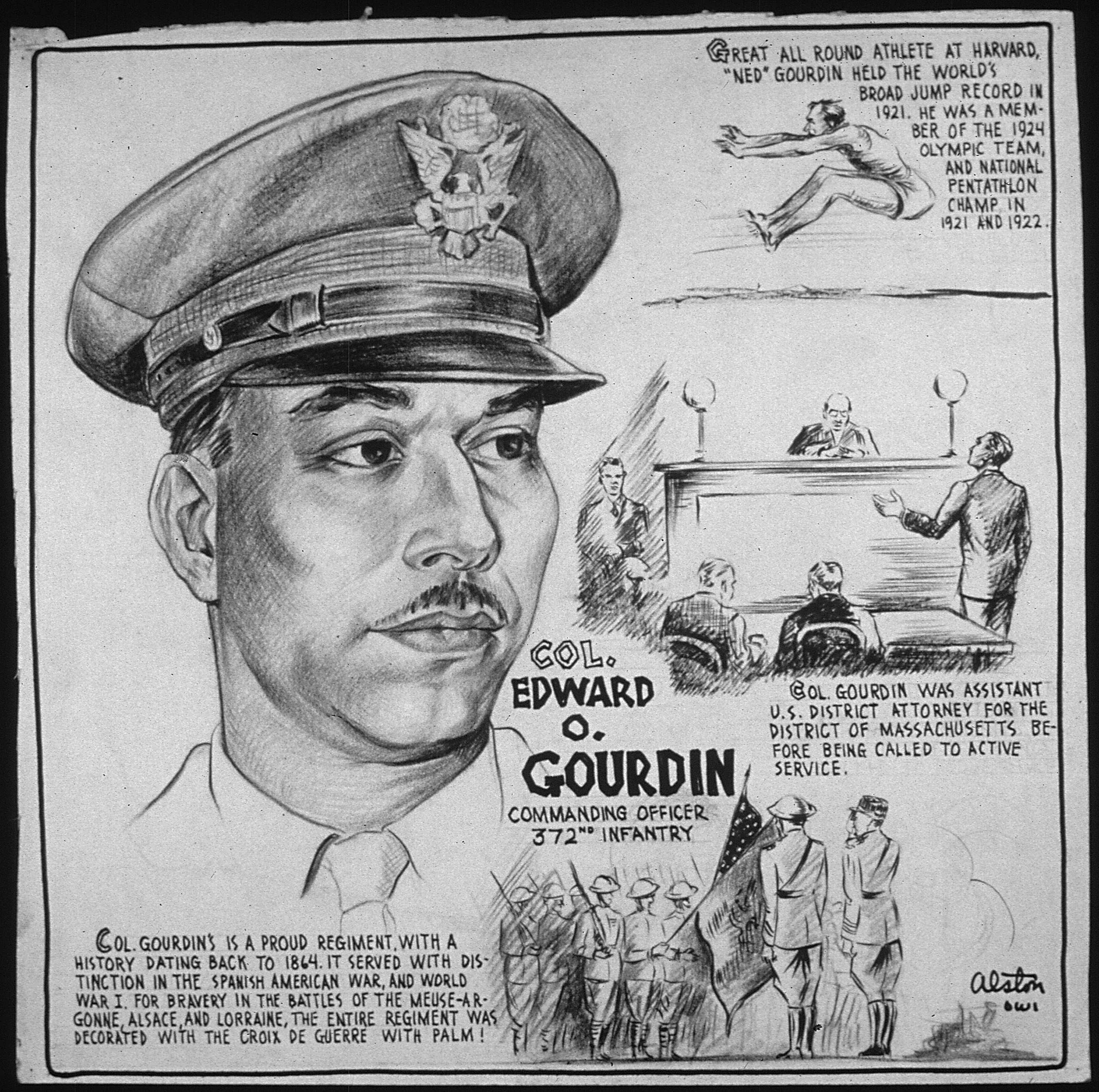
Fiche biographie illustrée de Ned Gourdin créée en 1943.

Edward Orval « Ned » Gourdin  (né le 10 août 1897 à Jacksonville - mort le 21 juillet 1966 à Quincy) est un athlète américain spécialiste du saut en longueur.
Étudiant à l'université Harvard, il remporte à trois reprises les Championnats de l'Amateur Athletic Union, au saut en longueur en 1921 et au pentathlon en 1921 et 1922. Le 23 juillet 1923, Edward Gourdin établit un nouveau record du monde du saut en longueur en réalisant 7,69 m à Cambridge (Massachusetts). Améliorant de 8 centimètres le précédent record de l'Irlandais Peter O'Connor datant de 1901, il devient le premier athlète à dépasser la distance symbolique des 25 pieds (7,62 m).
Sélectionné pour les Jeux olympiques de Paris, en 1924, Edward Gourdin remporte la médaille d'argent du saut en longueur derrière son compatriote DeHart Hubbard.

## Palmarès
- Jeux olympiques d'été de 1924 à Paris :
  -  Médaille d'argent du saut en longueur.